# Tabanus tienmuensis
Tabanus tienmuensis är en tvåvingeart som beskrevs av Liu 1962. Tabanus tienmuensis ingår i släktet Tabanus och familjen bromsar. Inga underarter finns listade i Catalogue of Life.